# Loi Lamine Guèye

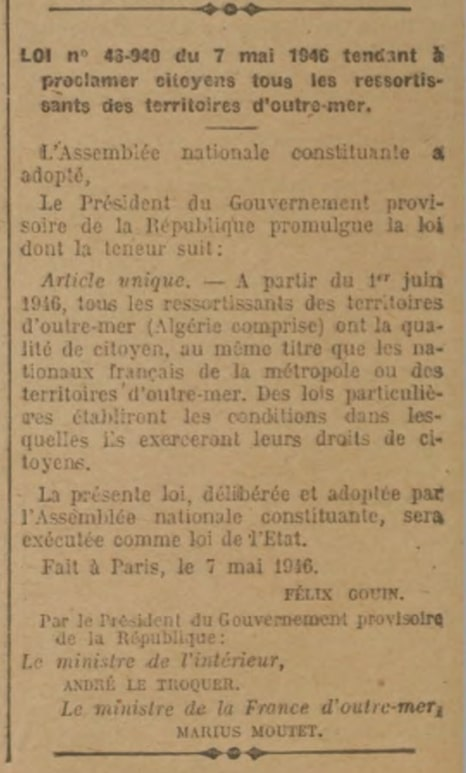
Loi Lamine Guèye

Das französische Gesetz Nummer 46-940 vom 7. Mai 1946, genannt Loi Lamine Guèye, verlieh allen Bewohnern der französischen überseeischen Gebiete dieselben Rechte, die französische Staatsbürger besaßen.
Das Gesetz wurde von der Nationalversammlung am 25. April 1946 angenommen und vom Vorsitzenden der provisorischen Regierung, Félix Gouin, am 7. Mai 1946 bekanntgemacht. Am 8. Mai 1946 wurde es im Amtsblatt veröffentlicht. Am 1. Juni 1946 trat es in Kraft. Seine Bezeichnung leitet sich vom Namen seines Verfassers Lamine Guèye ab, der damals Bürgermeister von Dakar und in der französischen Nationalversammlung Abgeordneter der sozialistischen Partei (SFIO) war.

## Historischer Kontext
1946, ein Jahr nach dem Zweiten Weltkrieg, war Frankreich dabei, sich neu zu strukturieren. Der Beziehung zu den Kolonien kam hier eine große Bedeutung zu: Da Frankreich während des Krieges selbst besetzt gewesen war, wollten viele Franzosen keinesfalls ihren Kolonien gegenüber ebenfalls als Besatzer auftreten. Frankreich wollte die Kolonien aber auch nicht gleichberechtigt machen und dadurch zur Kolonie der ehemaligen Kolonien werden.
Vor diesem Hintergrund arbeitete die provisorische französische Regierung eine neue Verfassung aus. Die Stellung der Kolonien war jedoch von so großer Bedeutung, dass das entsprechende Gesetz, die Loi Lamine Guèye, vor der Verfassung beschlossen wurde. Das Gesetz Nummer 46-940 vom 7. Mai 1946, genannt Loi Lamine Guèye, verlieh allen Bewohnern der französischen überseeischen Gebiete dieselben Rechte, die französische Staatsbürger besaßen. Es wurde von der Nationalversammlung am 25. April 1946 angenommen, vom Vorsitzenden der provisorischen Regierung, Félix Gouin, am 7. Mai 1946 bekanntgemacht und am 8. Mai 1946 im Amtsblatt veröffentlicht. Am 1. Juni 1946 trat es in Kraft. Seine Bezeichnung leitet sich vom Namen seines Verfassers Lamine Guèye ab.

## Rechtliche Situation vor dem Beschluss des Gesetzes
Vor dem Beschluss dieses Gesetzes wurde zwischen französischen Bürgern (citoyens français) und Untertanen (sujets d'Empire, sujets français) unterschieden. Französischer Bürger war – mit wenigen Ausnahmen – nur, wer von Eltern aus dem Mutterland Frankreich abstammte.
Es gab nur wenige Ausnahmen von der Regel, dass die Staatsbürgerschaft denen vorbehalten war, die über den Personenstand Franzose verfügten.
Die erste betraf die senegalesischen Quatre Communes mit vollem französischem Bürgerrecht (Dakar, Gorée, Rufisque und Saint-Louis) sowie Französisch-Indien (Chandannagar, Puducherry, Mahe, Yanam und Karikal). Die Rechtsprechung erkannte hier zwar ein Wahlrecht für die Ureinwohner an. Da dieses sich aber nicht aus der Staatsbürgerschaft ableitete, befand die Rechtsprechung, dass es nur dort ausgeübt werden konnte, wo sich die zu wählenden Gremien befanden. Durch das Gesetz vom 29. September 1916 wurden die dortigen Ureinwohner und ihre Nachkommen zu französischen Bürgern erklärt, was alle früheren Beschränkungen aufhob.
Die zweite Ausnahme betraf Algerien. Der Beschluss vom 7. März 1944 schuf eine neue Kategorie: Nicht übertragbare französische Staatsbürgerschaft (citoyens français à titre personnel). Um diese Staatsbürgerschaft zu erhalten, mussten bestimmte Anforderungen an die persönlichen Fähigkeiten, Verdienste oder ein Amt erfüllt sein.
In Martinique, Guadeloupe, La Réunion und Guyana erkannte die Justiz die Ureinwohner deshalb als französische Staatsbürger an, weil sie aufgrund des Gesetzes vom 24. April 1833 den Personenstand Franzose hatten. Für Sainte Marie und Saint-Pierre und Miquelon gab es zwar kein vergleichbares Gesetz, aber die Rechtsprechung gestand ihnen den Personenstand Franzose zu.
Für Polynesien erkannte die Rechtsprechung die Ureinwohner der Inseln des ehemaligen Königreichs Pomarés (Tahiti) als französische Staatsbürger (citoyens) an. Die Ureinwohner der übrigen Inseln des Archipels wurden vom Gesetz von 1880 nicht erfasst, obwohl auf manchen der Inseln schon das französische Zivilrecht galt. Ein Erlass vom 24. März 1945 erkannte die Ureinwohner als französische Staatsbürger mit dem Personenstand Franzose an. Mit dem Erlass vom 5. April 1945 wurden die bis dahin auf manchen Inseln noch geltenden lokalen Vorschriften zum Personenstand außer Kraft gesetzt.

## Inhalt
Am 25. April 1946 wurde über die Loi Lamine Guèye abgestimmt, deren Bezeichnung auf seinen Schöpfer zurückgeht, den senegalesischen Abgeordneten der französischen Nationalversammlung Lamine Guèye von der Französischen Sektion der Arbeiter-Internationale, damals Bürgermeister von Dakar war.
Das Gesetz besteht aus einem einzigen Artikel. Dieser lautet:
Ab dem 1. Juni 1946 haben alle Bewohner der überseeischen Gebiete einschließlich Algeriens denselben Bürgerstatus wie Franzosen in Frankreich oder den überseeischen Gebieten. (Im französischen Original: À partir du 1er juin 1946, tous les ressortissants des territoires d'outre-mer (Algérie comprise) ont la qualité de citoyen, au même titre que les nationaux français de la métropole et des territoires d'outre-mer. Des lois particulières établiront les conditions dans lesquelles ils exerceront leurs droits de citoyens.)
Durch das Gesetz wurden die Bewohner der überseeischen Gebiete nicht zu französischen Staatsbürgern gemacht, sondern es wurde ihnen nur derselbe Bürgerstatus zugestanden.
Es verfügte, dass es zwischen der Staatsbürgerschaft der Bewohner des Mutterlandes, der Überseedepartements und der übrigen überseeischen Gebiete (Territoire d'outre-mer) keinen Unterschied mehr geben solle.
Zu den letzteren gehörten:
- in der damaligen Kolonie Französisch-Äquatorialafrika die Gebiete Gabun, Mittelkongo, Ubangi-Schari und Tschad
- in der damaligen Kolonie Französisch-Westafrika die Gebiete Kolonie Dahomey, Elfenbeinküste, Französisch-Guinea, Obervolta, Mauretanien, Niger, Senegal und Französisch-Sudan
- die Völkerbundmandatsgebiete Kamerun und Togo
- außerdem Französisch-Indien, die Komoren, Madagaskar, Neukaledonien, Französisch-Polynesien, Französische Somaliküste, Saint-Pierre und Miquelon, Französische Süd- und Antarktisgebiete und Wallis und Futuna

Mutterland und überseeische Gebiete waren damit in Bezug auf die bürgerlichen Rechte gleichgestellt.
Am 27. Oktober 1946 schuf die Verfassung der Vierten Republik die Union française mit der Absicht, das Kolonialreich nach dem Vorbild des britischen Commonwealth of Nations neu zu gestalten.

## Bedeutung des Gesetzes
Bevor es die Loi Lamine Guèye gab, wurden nur Menschen als französische Staatsbürger anerkannt, die den Personenstand (statut civil) Franzose hatten. Durch die Loi Lamine Guèye sollte der Unterschied zwischen französischen Bürgern (citoyens) und Untertanen (sujets d'Empire) beseitigt werden. Der rechtliche Status indigène (Ureinwohner) wurde abgeschafft und durch den Status citoyen de statut local (Bürger mit lokalem Status) ersetzt. Das landesübliche Personalstatut (statut personnel coutumier) blieb allerdings erhalten; dadurch blieben für die große Masse der Afrikaner zivilrechtlich, besonders in Familienfragen, die französischen Gesetze weiterhin außer Kraft. Das Bürgerrecht war als politische, öffentlich-rechtliche Errungenschaft konzipiert, nicht als völlige Gleichstellung in allen Bereichen. Aber selbst im politischen Bereich wurde das frisch errungene Recht durch ein Zweiklassenwahlrecht sogleich wieder eingeschränkt.
Die Loi Lamine Guèye steht dennoch für eine neue Ära im Verständnis dessen, was französische Identität, Staatsangehörigkeit und Bürgerrechte bedeuten. Die Bewohner der kolonialen Gebiete waren nicht länger nur Gegenstand von Gesetzen, sondern beteiligten sich an den Debatten und brachten Gesetzentwürfe ein. Das Gesetz kann als Höhepunkt und Abschluss einer langen Entwicklung gesehen werden und zeigt die „Stärke der assimilatorischen und integrationistischen Konzeption der französischen Kolonialpolitik unmittelbar nach dem Zweiten Weltkrieg.“ Von seinem Schöpfer wurde das Gesetz mit der Constitutio Antoniniana aus dem Jahr 212 verglichen, die alle römischen Untertanen zu römischen Bürgern machte.

## Auswirkungen
Die Verleihung des Wahlrechts an alle Menschen unter französischer Herrschaft hätte zur Folge gehabt, dass die Bewohner der überseeischen Gebiete in der französischen Nationalversammlung die Mehrheit gehabt hätten. Um dies zu verhindern, wurde den Bewohnern der überseeischen Gebiete nur eine Zahl von Abgeordneten zugestanden, die weit unter ihrem Anteil an der Gesamtbevölkerung lag. So entsandte das Mutterland nach dem Gesetz vom 5. Oktober 1946 544 Abgeordnete; Algerien wählte 30 Abgeordnete und die übrigen Kolonien nur 40.
In Algerien wurde nach dem Gesetz vom 20. September 1947 eine gesetzgebende Versammlung mit 120 Mitgliedern geschaffen, von denen 60 von den französischen Staatsbürgern und ausgewählten Autochthonen mit besonderen Verdiensten gewählt wurden. Die übrigen 60 wurden von der überwiegenden Mehrheit der Bevölkerung gewählt, nämlich den Autochthonen, die nicht über den Personenstand Franzose verfügten.

## Weitere Entwicklung

### Aufnahme in die Verfassung
Die Artikel 80 bis 82 der Verfassung bestätigten die Linie des Gesetzes. Diese bestimmten, dass alle Bewohner der überseeischen Gebiete (Territoires d'outre-mer) dieselben Bürgerrechte haben sollten wie die Staatsangehörigen (nationaux) des Mutterlandes und der Überseedepartements.
Damit waren auch diejenigen zu französischen Staatsbürgern erklärt, die vorher nicht den Personenstand Franzose besessen hatten. Näheres zur Ausübung der Bürgerrechte sollten Gesetze regeln.

### Einschränkungen und der Weg zu deren Aufhebung
Die Gegner der Loi Lamine Guèye scharten sich um Charles de Gaulle und gründeten 1947 die Partei RPF, um das zu bekämpfen, was sich gegen die Idee eines ewigen, also vollständig weißen und christlichen Frankreichs stellte.
Ein Ausschuss der verfassunggebenden Versammlung hatte ein Zweiklassenwahlrecht (double collège) vorgesehen. Die afrikanischen Abgeordneten drohten daraufhin mit ihrem Rücktritt. Einen entsprechenden Brief übergab Lamine Guèye dem Regierungschef Georges Bidault, was zu einer teilweisen Aufhebung des Zweiklassenwahlrechts führte: Bei den Wahlen zum Pariser Parlament gab es in Französisch-Westafrika und Togo kein Zweiklassenwahlrecht. Bei den Wahlen zur Französischen Nationalversammlung in Französisch-Äquatorialafrika und Kamerun sowie für alle örtlichen Wahlen in ganz Afrika außer Senegal galt bis 1956 ein Zweiklassenwahlrecht.
Das Gesetz vom 5. Oktober 1946, geändert am 27. August 1947, präzisierte das Zweiklassenwahlrecht. Es sah für die Wahlen zur französischen Nationalversammlung das Wahlrecht für diejenigen mit dem Personenstand Franzose vor. Die übrigen erhielten zwar auch ein Wahlrecht, jedoch in einer anderen Wahlkammer (collège). In der Praxis bedeutete das zum Beispiel für Kamerun, dass jeder Weiße eine Wahlstimme hatte und jeweils 30 Autochthone zusammen eine Stimme.
Spätere Gesetze erweiterten die Zusammensetzung der Wahlkammern:
Das Gesetz Nummer 51-586 vom 23. Mai 1951 regelte die Wahl der Abgeordneten für die französische Nationalversammlung in den Gebieten, die dem Ministerium für das überseeische Frankreich unterstanden. In Artikel 3 wurde das Wahlrecht folgenden Personen beiderlei Geschlechts ab 21 Jahren zugestanden:
- Familienoberhäuptern, die zum Stichtag 1. Januar des laufenden Jahres für sich oder die Mitglieder der Familie die Mindeststeuer oder eine ähnliche Steuer bezahlten
- Müttern von zwei Kindern, die am Leben waren oder für Frankreich gestorben waren
- Bezugsberechtigten einer Pension aus dem Militär- oder dem zivilen Bereich[18].

Das Gesetz Nummer 52-130 vom 6. Februar 1952 regelte die Wahlen zu den gesetzgebenden Versammlungen Westafrikas und Togos, der französischen Gebiete in Äquatorialafrika, Kamerun und Madagaskar. Artikel 4 veränderte den Artikel 3 des vorausgehenden Gesetzes vom 23. Mai 1951: Er verlieh allen Personen beiderlei Geschlechts über 21 Jahren das Wahlrecht, die wenigstens die Befähigung zum Familienoberhaupt hatten.
Ende 1953 erwies sich, dass die Kräfte in der Minderheit waren, die für Mutterland und überseeische Gebiete eine einheitliche Staatsbürgerschaft anstrebten: Die Versammlung der Französischen Union verabschiedete eine Resolution, in der festgelegt wurde, dass es zwei Staatsbürgerschaften gebe, eine für Frankreich und eine für die Union. Französische Staatsangehörige waren auch Bürger der Union, umgekehrt galt das aber nicht. Damit konnten die Bewohner der Union im Mutterland nicht wählen.
Erst durch das Gesetz Nummer 56-619 vom 23. Juni 1956, als loi-cadre Defferre bekannt, wurden die verschiedenen Wahlkammern (collèges) abgeschafft und ein allgemeines Wahlrecht eingeführt. Artikel 10 verlieh allen Personen beiderlei Geschlechts über 21 Jahren das Wahlrecht, wenn sie sich in die Wahlverzeichnisse eingetragen hatten und keine rechtlichen Gründe gegen die Ausübung ihrer Bürgerrechte sprachen. In Artikel 21 wurde die Abschaffung der verschiedenen Wahlkammern festgelegt.
In Algerien wurde das allgemeine Wahlrecht allerdings erst mit dem Erlass 58-568 vom 3. Juli 1958 eingeführt. Mit diesem wurde die Entscheidung vom 27. Juni 1958 umgesetzt, die die Ausübung des Wahlrechts durch muslimische Frauen betraf. Sie sah vor, dass die Frauen ohne den Personenstand Französin in den Wählerverzeichnissen genauso geführt würden wie französische Bürgerinnen und unter denselben Bedingungen wählen konnten. Die verschiedenen Wahlkammern wurden durch diesen Erlass abgeschafft.